# Дети Хурина
Де́ти Ху́рина (англ. The Children of Húrin) — реконструкция незавершённого романа культового писателя Дж. Р. Р. Толкина, которую выполнил его сын Кристофер. Эту книгу Толкин начал писать в 1918 году, когда ему было 26 лет, и на протяжении всей своей жизни он возвращался к ней, однако так и не успел закончить. Кристофер Толкин переработал многочисленные черновики и с собственными стилистическими правками подготовил книгу к печати.
Книга вышла в продажу 16 апреля 2007 года. В августе 2008 года издательство АСТ выпустило русский перевод книги. Переводчиком выступила известный толкиновед С. Лихачева.

## Сюжет
Книга рассказывает о трагической судьбе Турина Турамбара и его сестры Ниэнор, а также и других родственников (матери — Морвен и сестры — Урвен), на которых пала часть проклятия, наложенного Морготом за отказ выдать месторасположение Гондолина на их отца и мужа Морвен — Хурина Талиона, сына Галдора Высокого. Она охватывает период с рождения Турина и до его самоубийства после победы над драконом Глаурунгом.
В первых главах подробно описывается детство Турина, смерть его сестры Урвен, бегство мальчика из захваченного истерлингами Дор-Ломина в Дориат, воспитание при дворе короля Тингола и обстоятельства, заставившие его покинуть Зачарованное королевство. Затем — подчинение банды разбойников и продолжение его безнадёжной войны с Морготом, путь, приведший воина в Нарготронд и погубивший это великое королевство Нолдор.
Далее Турин приходит в лес Бретиль, пристанище третьего дома эдайн — Дома Халет, встречает там свою сестру Ниэнор, потерявшую память из-за чар дракона Глаурунга, влюбляется и женится на ней, не зная, кто она на самом деле. Потом он совершает один из величайших подвигов древних лет — мечом убивает великого дракона Глаурунга, напавшего на лес Бретиль. Перед смертью тот возвращает память Ниэнор, и та, осознав, за кого вышла замуж, в отчаянии прыгает с утёса в бушующую реку. Очнувшийся от забытья Турин, узнав об этом, убивает вестника и бросается на меч.
Книга кончается эпизодом, описывающим, как на их общей могиле, на руках у вернувшегося из плена Моргота мужа (Хурина Талиона) умирает от горя их мать — Морвен Эледвен…

## Критика
Журнал «Мир фантастики и фэнтези» считает, что книга «практически не содержит нового материала и представляет собой сборник из нескольких версий уже известной по „Сильмариллиону“ легенды». Литературовед Ирина Винтерле находит принципиальные отличия романа от ранее опубликованных текстов: «„Дети Хурина“ — сюжетно оконченное произведение, основанное на всех версиях данного текста»
.